# Heinz Irrgeher
Heinz Irrgeher (* 7. Dezember 1942 in Wien) ist ein österreichischer Jurist und Musikautor.

## Leben
Heinz Irrgeher hat an der Universität Wien Jus studiert und promovierte 1967. Nach teilweiser Absolvierung des Gerichtsjahres begann er im selben Jahr seine berufliche Tätigkeit im Bildungsreferat des ÖGB sowie 1968 als wirtschaftswissenschaftlicher Referent der Arbeiterkammer Wien, ab 1971 war er Sekretär des Generalsekretärs der ÖVP. 1974 wechselte er in die Creditanstalt-Bankverein und in der Folge 1976 in leitender Funktion in deren Konzernbereich. 2006 beendete er seine berufliche Tätigkeit als Vorstand der marktführenden tschechisch-österreichischen Leasinggesellschaft in Prag.
In allen Lebensabschnitten war Musik eine prägende Konstante. 1981 bis 1994 wirkte Heinz Irrgeher als Präsident des Vereins der Freunde der Wiener Staatsoper. Aufgrund seiner Aktivitäten in dieser Funktion erhielt er 1989 das Goldene Ehrenzeichen für Verdienste um das Land Wien von der damaligen Kulturstadträtin Ursula Pasterk überreicht sowie in späteren Jahren weitere Auszeichnungen zuerkannt. Für eine Periode gehörte er dem Aufsichtsrat der Volksoper Wien an.
Nach Beendigung seiner beruflichen Tätigkeit in der Privatwirtschaft gründete und leitete er die „Stretta“, das Magazin der Freunde der Wiener Staatsoper, für das Heinz Irrgeher auch regelmäßig Artikel schrieb. Außerdem widmete er sich ab 2006 dem Studium der Musikwissenschaft und beendete dieses im Jahr 2011 mit einer Diplomarbeit über den Opernsänger und Intendanten Angelo Neumann, der im 19. Jahrhundert mit einem Richard-Wagner-Ensemble durch Europa reiste. Heinz Irrgeher publiziert weiterhin Artikel zum Thema Oper, darüber hinaus ist er Präsident des Vereins der Freunde des Instituts für Musikwissenschaft an der Universität Wien.
Irrgeher ist Träger des Goldenen Ehrenzeichens für Verdienste um das Land Wien, er erhielt außerdem das Goldene Ehrenzeichen für Verdienste um die Republik Österreich sowie das Österreichische Ehrenkreuz für Wissenschaft und Kunst Erster Klasse.

## Politisches Engagement
Irrgeher war in den 1960er und 1970er Jahren in der ÖVP aktiv. Bei der Nationalratswahl 1975 kandidierte er auf Platz 40 der Liste.

## Veröffentlichungen (Auswahl)
- Heinz Irrgeher: Wiener Operng'schichten. Leipziger Universitätsverlag, Leipzig 2022, ISBN 978-3-96023-480-7.
- Heinz Irrgeher: Josef »Angelo« Neumann – Wagners vergessener Prophet. Leipziger Universitätsverlag, Leipzig 2020, ISBN 978-3-96023-334-3.
- Heinz Irrgeher: Die Dialektik von Treue und Wandel im Opernschaffen von Richard Strauss und Hugo von Hofmannsthal. In: Mythos – Metamorphosen – Metaphysik, Hrsg.: Gernot Gruber und Oswald Panagl, Universitätsverlag Winter, Heidelberg 2016, ISBN 978-3-8253-6618-6.
- Heinz Irrgeher: Die Preußischen. In: ...denn das eigentliche Studium der Menschheit ist der Mensch, Hrsg.: Barbara Magen, Harrassowitz-Verlag, Wiesbaden 2018, ISBN 978-3-447-10959-8.